# Taupatia

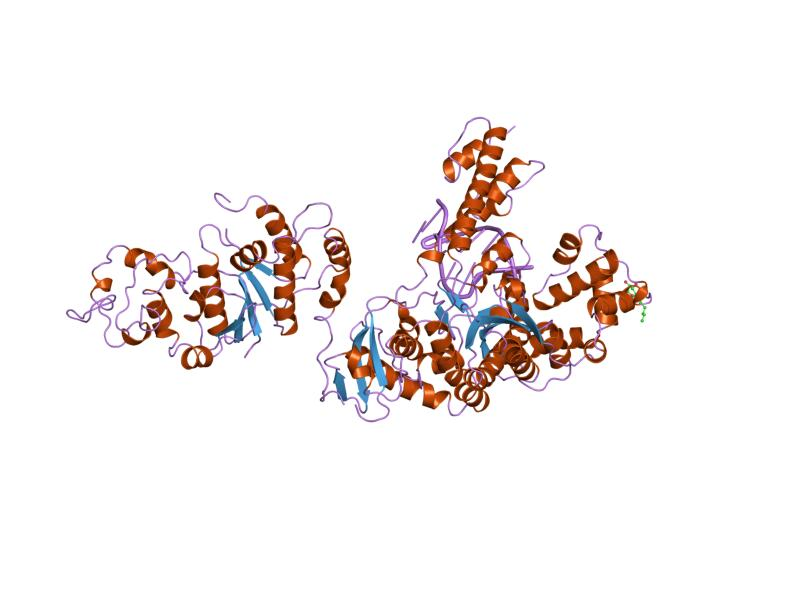
A proteína Tau atua na polimerização, estabilização e modulação da dinâmica dos microtúbulos.

Taupatias são uma classe de doenças neurodegenerativas caracterizadas pela agregação patológica da proteína tau. Um exemplo de taupatia é a doença de Alzheimer e o mal de Parkinson. A tau é uma importante proteína com várias funções de regulação, principalmente na estabilidade dos microtúbulos.Em humanos com tauopatias, a proteína Tau está presente na forma de filamentos anormais insolúvel e hiperfosforilados.
Tem um papel fundamental em 50% dos casos de degeneração Fronto-temporal. Sua inclusão e agregação em neurônios e células gliais ocorre frequentemente na substância nigra e resulta em colapso do citoesqueleto neuronal.  A proteína Tau, associada aos microtúbulos, participa de diversas funções essenciais, como polimerização, estabilização e modulação da dinâmica dos microtúbulos.
As mutações na FTDP-17 e as repetições 4R e 3R na DFTP-17 são prováveis responsáveis pelas agregações da tau no fronto-temporal. Os estudos indicam intervenções que inibam a agregação da proteína Tau como possíveis tratamentos no futuro. Atualmente ainda não existem medicações capazes de reverter esse processo.